# Koenenmühle

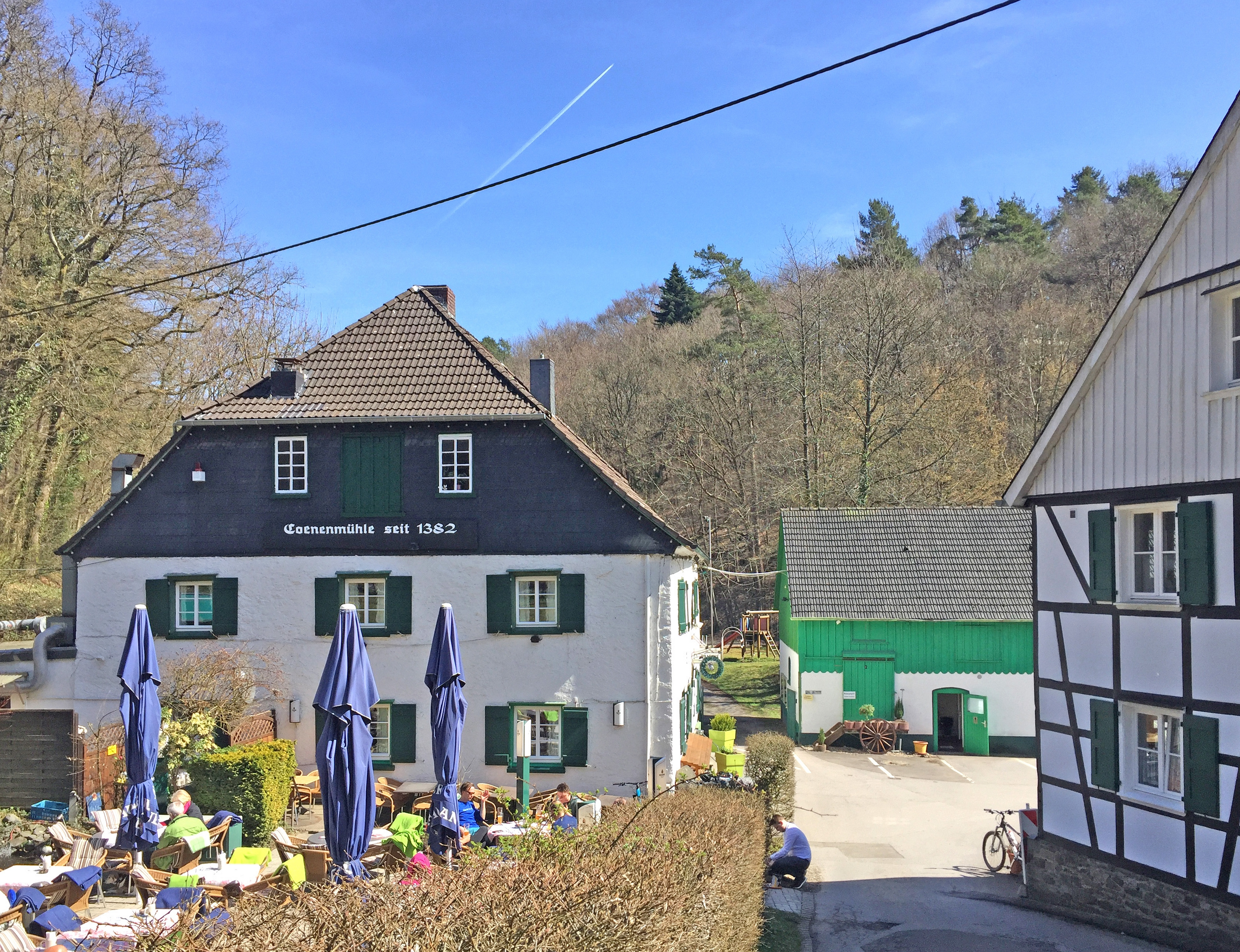
Coenenmühle in 2018

Die Koenenmühle (auch Coenenmühle genannt)  ist eine ehemalige Mühle im Linnefetal in Wermelskirchen-Dabringhausen im Bergischen Land in Nordrhein-Westfalen. Sie wurde auch Cremers- oder Ottenmühle genannt. Heute befindet sich darin das Speiserestaurant Pfannkuchenhaus Coenenmühle.

## Geschichte

Koenenmühle vor 1900

Die Erstnennung findet sich im Einnahmebuch der Kirche von Dabringhausen 1471 als Gotscald in der Mollen Abgaben zahlen musste. 1662 wurde ihr eine neue Konzession erteilt.
Am 11. Juni 1666 haben

„Ihre Hochfürstl. Durchlt. auch gnedigst bewilliget, daß Conradt Schmidt Zu Dabringhaußen eine Mahlmülle(Coenemühle) auf einen Seifen unter das Dorf Dabringhaußen aufsetzt.“

„1689, am 23.10., ist dem Obrist-Leutnant Freiherrn von Eller erlaubt worden, auf sein Erbgut und zum Haus Plettenburg gelegenen Wiese und das dadurch fließende Wasser, welches in das darunter gelegene Wasser die Lennepe genannt, zusammenfließet, eine Mahlmühle zu erbauen. Er und seine Erben und Nachkommen liefern in hiesige Rentmeisterei jährlich an Wassererkenntnis ein Malter Düsseldorfer Maß, mit der Bedingung, würden Coen Schmits und Erben diese Mühle zur Plettenburg aufkündigen, sei dieser Malter bis zur Rücklieferung der Concession zu zahlen. Wenn der v. Eller oder seine Pächter säumig seinen, könnten alle Güter in Beschlag genommen werden. Die Mühle sei laut Scheffen Attest schon auf Martini 1684 in Stand gekommen, gibt an Roggen einen Malter.“

Die Jagdbezirksgrenze zwischen Kloster Altenberg und der Dhünnenburg verlief 1730 über die Koenenmühle.

„1753, am 25.4., Witwe Freifrau v. Eller geb. v. Driesch präsentiert das versiegelte Paket und noch drei von Herrn Obristleutnant v. Eller seelig ihr verschenkten Obligationen. Vertreten durch Advokat Brass präsentiert sie das angeborene Siegel des Verlebten und verlangt dieses mit dem Siegelabdruck auf dem Paket zu vergleichen, bevor man es öffnet. Die Untersuchung ergab Unterschiede die von der Witwe damit erklärt wurden, daß der Verlebte mehrere Siegel benutzt habe, letzteres war dem Brass nicht bekannt. Er äußerte den sehr starken Verdacht einer begangenen Subordination, wollte aber die Eröffnung nicht aufhalten. Es fanden sich 16 Papiere im Wert von 2459 Taler, ein Hauptmannspatent und ein Obristleutnantspatent, ein Manifestationsschein die auf dem Berensterzer Gut gewesenen Gereide und Hornvieh betreffend. Freifrau v. Eller begehrt die Ausgabe der Papiere an sie. Advokat Brass macht nochmals Bedenken geltend. Sie erhält Kopien, die Originale bleiben am Gericht.“

Prozeß 1753, am 23.5.,

„Witwe Obristleutnant v. Eller geb. v. Gürtzgen zur Plettenburg gegen Freifrau v. Eller zur Dhünn geb. v. Driesch begehrt Protokollkopie.“

Prozeß 1753, am 30.7.,

„Freiherr v. Catcarth in Vollmacht von Prediger Emminghaus von Dabringhausen namens der Wittib Freifrau Obristleutnant v. Eller wegen des Freiadeligen Gutes zur Plettenburg nebst der dazu gehörigen Mahlmühle und dem Rölscheider Hof. Beilage: Ich Maria Gertrud v. Eller, geb. v. Gürtzgen zu Dhünn, gleichfalls auch mit Vor- und Beistand meines Eheherren Capitain von Eller, tun hiermit und kraft dieses, solchen von meiner Frau Schwesterin am 2ten dieses mit Herrn Haddenbrock und Hasenclever über ein Örtgen Wiesen zur Vergrößerung des Hammerteiches beschlossenen Kaufcontract hiermit conferieren und ratificieren, zugleich auch von dem specificierten Kaufschilling die Halbscheid, so heute in unbelegten Kopfstücken richtig erhalten, am beständigsten wie es juristisch  erfordert werden möge, wohl wissentlich quittieren, urkund unserer beiden eigenhändigen Unterschriften und angeborener Petschaft, gegeben im Januar 1733. M. G. v. Eller de Gürtzgen, J. H. v. Eller, Pro copia, Wietz, Gerichtsschreiber.“

In den Folgejahren wurden noch verschiedene Prozesse vor dem Wermelskirchener Gericht und dem Hofrat in Düsseldorf geführt. Tauschvertrag 1799 zwischen Pet. Casp. v. Pollem und Peter Clarenbach. Die Familie Clarenbach war bis 1843 Eigentümer der Mühle. 1860 verkaufte Carl Wilhelm Wasserfuhr die Mühle für 7500 Taler an Heinrich Löhmer. 1881 verkaufte sie Löhmer an seinen Sohn Otto für 30.000 Mark.